# Thetystrombus latus
Thetystrombus latus (nomeada, em inglês, bubonian conch ou West African stromb) é uma espécie de molusco gastrópode marinho pertencente à família Strombidae. Foi classificada por Johann Friedrich Gmelin em 1791, com a denominação Strombus latus, na obra Caroli a Linnaei Systema Naturae per Regna Tria Naturae, Ed. 13. Tome 1(6).; páginas 3021-3910. É nativa do leste do oceano Atlântico; do Marrocos e Rio do Ouro, no Saara Ocidental (norte de África), e passando por toda a África Ocidental até Angola, na África Central, incluindo Cabo Verde e ilha de Ascensão. É a única espécie do seu gênero (táxon monotípico) e a única espécie de Strombidae conhecida no Atlântico Oriental. O significado, em latim, da palavra latus é "lado". Trata-se do gastrópode fóssil mais citado dos depósitos marinhos do Pleistoceno, no mar Mediterrâneo (Strombus mediterraneus Duclos, 1844); classificado no gênero Strombus durante o século XX e no gênero Persististrombus no início do século XXI.

## Descrição da concha
Conchas sólidas e pesadas, chegando a 16.5 centímetros de comprimento, quando desenvolvidas, com espiral moderadamente baixa e estrias espirais sobre suas primeiras voltas; além de possuir nódulos arredondados, que vão da porção mais larga de suas voltas até a volta final de suas teleoconchas; que apresenta de uma a quatro fileiras de nódulos, espaçados uns dos outros. Canal sifonal curto e lábio externo expandido, de coloração interna branca, amarelada ou rosada. A superfície externa vai do branco ao amarelo; coberta, ou não, por manchas irregulares de cor castanho-avermelhada ou rosada. Opérculo córneo, em forma de unha.

## Habitat, alimentação e hábitos
Thetystrombus latus ocorre em águas rasas da zona nerítica até os 10 metros de profundidade, em bentos com fundos arenosos-lamacentos e em prados de ervas marinhas, normalmente em águas com salinidade normal; embora tenham sido encontrados espécimes em zonas estuarinas, no golfo da Guiné. Sua alimentação é detritívora e vegetariana.

## Análise taxonômica das espécies do Atlântico e Pacífico Oriental
Durante o século XX no gênero Strombus, análises posteriores do início do século XXI concluíram que Lobatus seria o primeiro táxon disponível para a inclusão de um grupo de grandes e pesados Strombidae do oeste do Atlântico e leste do Pacífico, que excetuavam as espécies Strombus pugilis, Strombus alatus e Strombus gracilior. Tal situação fora mantida até o ano de 2020, envolvendo cinco espécies, quando uma minuciosa análise taxonômica por Maxwell et al., "Towards Resolving the American and West African Strombidae (Mollusca: Gastropoda: Neostromboidae) Using Integrated Taxonomy", definiu as espécies extantes do leste do Pacífico até o oeste da costa africana sob a seguinte nomeclatura:
Gênero Aliger Thiele, 1929
Espécie Aliger gallus (Linnaeus, 1758) - Sin. Lobatus gallus
Espécie Aliger gigas (Linnaeus, 1758) - Sin. Lobatus gigas
Gênero Lobatus [Swainson], 1837
Espécie Lobatus peruvianus (Swainson, 1823)
Espécie Lobatus raninus (Gmelin, 1791)
Gênero Macrostrombus Petuch, 1994
Espécie Macrostrombus costatus (Gmelin, 1791) - Sin. Lobatus costatus
Gênero Persististrombus Kronenberg & H. G. Lee, 2007
Espécie Persististrombus granulatus (Swainson, 1822)
Gênero Strombus Linnaeus, 1758
Espécie Strombus alatus Gmelin, 1791
Espécie Strombus gracilior G. B. Sowerby I, 1825
Espécie Strombus pugilis Linnaeus, 1758
Gênero Thetystrombus Dekkers, 2008
Espécie Thetystrombus latus (Gmelin, 1791)
Gênero Titanostrombus Petuch, 1994
Espécie Titanostrombus galeatus (Swainson, 1823) - Sin. Lobatus galeatus
Espécie Titanostrombus goliath (Schröter, 1805) - Sin. Lobatus goliath